# كونور باولو
كونور باولو (بالإنجليزية: Connor Paolo)‏ (ولد في 11 يوليو 1990 بمدينة نيويورك) ممثل أمريكي، بدأ حياته المهنية عام 2003 بفيلم نهر غامض وقد قام بدور شون ديفاين، كما عمل سلسلة من المسلسلات منها، المسلسل الدرامي فتاة النميمة بدور اريك فان ديروودسن، والمسلسل الدرامي الانتقام بدور ديكلان بورتر، كما ظهر في مجموعة من الأفلام الإسكندر ومركز التجارة العالمي ورشح عنه لنيل جائزة أفضل أداء في فيلم روائي طويل - ممثل مساعد شاب .

## روابط خارجية
- كونور باولو على موقع IMDb (الإنجليزية)
- كونور باولو على موقع روتن توميتوز (الإنجليزية)
- كونور باولو على موقع ألو سيني (الفرنسية)
- كونور باولو على موقع أول موفي (الإنجليزية)
- كونور باولو على موقع قاعدة بيانات برودواي على الإنترنت (الإنجليزية)
- كونور باولو على موقع قاعدة بيانات الأفلام السويدية (السويدية)
- كونور باولو على موقع قاعدة بيانات الفيلم (الإنجليزية)
- كونور باولو على موقع كينوبويسك (الروسية)